# Jon Barry
Jon Alan Barry (Oakland, California; 25 de julio de 1969) es un exjugador de baloncesto estadounidense que disputó 14 temporadas en la NBA y que actualmente trabaja como analista para la cadena ESPN. Con 1,93 metros de altura, jugaba en la posición de base.

## Carrera

### Instituto y Universidad
Jugó al baloncesto en el instituto De La Salle High School en Concord, California. Él luego jugó en el instituto Pacific y en el Paris Junior College, antes de recibir una beca de baloncesto para la Universidad de Georgia Tech en Atlanta, Georgia.

### Profesional
Ha jugado para los Milwaukee Bucks (1992-95), Golden State Warriors (1995-96), Atlanta Hawks (1996-97), Los Angeles Lakers (1997-98), Sacramento Kings (1998-2001), Detroit Pistons (2001-03), Denver Nuggets (2003-04) de nuevo para los Atlanta Hawks (2004-05) y más recientemente con los Houston Rockets (2004-06). Salió en la primera ronda del draft del año 1992.
Consiguió 12 puntos en 3 minutos en el quinto partido decisivo de la primera ronda de los Playoffs del 2002 en Detroit Pistons ante los Toronto Raptors. Los Pistons conseguirían ganar las finales dos años después de esos playoffs.
[actualizar]
Acabó su contrato con los Rockets el 1 de marzo del 2006, lo que supuso el final de su carrera en la NBA.

## Estadísticas de su carrera en la NBA

### Temporada regular
| Año     | Equipo       | PJ  | PT | MPP  | %TC  | %3P  | %TL  | RPP | APP | ROB | TPP | PPP |
| ------- | ------------ | --- | -- | ---- | ---- | ---- | ---- | --- | --- | --- | --- | --- |
| 1992–93 | Milwaukee    | 47  | 0  | 11.7 | .369 | .333 | .673 | .9  | 1.4 | .7  | .1  | 4.4 |
| 1993–94 | Milwaukee    | 72  | 7  | 17.3 | .414 | .278 | .795 | 2.0 | 2.3 | 1.4 | .2  | 6.2 |
| 1994–95 | Milwaukee    | 52  | 0  | 11.6 | .425 | .333 | .763 | .9  | 1.6 | .6  | .1  | 3.7 |
| 1995–96 | Golden State | 68  | 0  | 10.5 | .492 | .473 | .838 | .9  | 1.3 | .5  | .2  | 3.8 |
| 1996–97 | Atlanta      | 58  | 8  | 16.6 | .407 | .387 | .804 | 1.7 | 2.0 | .9  | .1  | 4.9 |
| 1997–98 | Los Angeles  | 49  | 1  | 7.6  | .365 | .295 | .931 | .8  | 1.0 | .5  | .1  | 2.5 |
| 1998–99 | Sacramento   | 43  | 0  | 17.1 | .428 | .304 | .845 | 2.2 | 2.6 | 1.2 | .1  | 5.0 |
| 1999–00 | Sacramento   | 62  | 1  | 20.7 | .465 | .429 | .922 | 2.6 | 2.4 | 1.2 | .1  | 8.0 |
| 2000–01 | Sacramento   | 62  | 2  | 16.3 | .404 | .348 | .877 | 1.5 | 2.1 | .5  | .1  | 5.1 |
| 2001–02 | Detroit      | 82  | 6  | 24.2 | .489 | .469 | .931 | 2.9 | 3.3 | 1.1 | .2  | 9.0 |
| 2002–03 | Detroit      | 80  | 0  | 18.4 | .450 | .407 | .860 | 2.3 | 2.6 | .8  | .2  | 6.9 |
| 2003–04 | Denver       | 57  | 9  | 19.3 | .404 | .370 | .845 | 2.2 | 2.6 | 1.0 | .1  | 6.2 |
| 2004–05 | Atlanta      | 16  | 0  | 17.2 | .403 | .344 | .769 | 1.3 | 1.8 | .9  | .1  | 5.2 |
| 2004–05 | Houston      | 53  | 2  | 23.2 | .447 | .451 | .897 | 2.6 | 2.6 | .9  | .1  | 7.0 |
| 2005-06 | Houston      | 20  | 0  | 17.1 | .385 | .375 | .828 | 1.6 | 1.3 | .7  | .1  | 4.3 |
| Total   | Total        | 821 | 36 | 16.9 | .434 | .392 | .848 | 1.8 | 2.2 | .9  | .1  | 5.7 |

### Playoffs
| Año   | Equipo      | PJ | PT | MPP  | %TC  | %3P  | %TL   | RPP | APP | ROB | TPP | PPP |
| ----- | ----------- | -- | -- | ---- | ---- | ---- | ----- | --- | --- | --- | --- | --- |
| 1997  | Atlanta     | 2  | 0  | 4.5  | .000 | .000 | .000  | .0  | .0  | .0  | .0  | .0  |
| 1998  | Los Angeles | 7  | 0  | 2.6  | .000 | .000 | .000  | .3  | .0  | .1  | .0  | .0  |
| 1999  | Sacramento  | 5  | 0  | 22.4 | .353 | .263 | .917  | 2.0 | 1.8 | 1.2 | .2  | 8.0 |
| 2000  | Sacramento  | 5  | 0  | 20.4 | .429 | .583 | .875  | 2.4 | 2.4 | .6  | .0  | 7.8 |
| 2001  | Sacramento  | 7  | 0  | 7.9  | .412 | .286 | .000  | .4  | .6  | .1  | .0  | 2.3 |
| 2002  | Detroit     | 10 | 0  | 17.7 | .475 | .447 | .625  | 2.0 | 2.1 | .5  | .1  | 8.0 |
| 2003  | Detroit     | 14 | 0  | 12.3 | .426 | .455 | 1.000 | 1.7 | 1.4 | .6  | .1  | 5.0 |
| 2004  | Denver      | 5  | 1  | 20.0 | .333 | .333 | .667  | 3.6 | 2.0 | .6  | .0  | 4.2 |
| 2005  | Houston     | 7  | 0  | 26.1 | .438 | .478 | .875  | 4.1 | 1.3 | .7  | .0  | 8.6 |
| Total | Total       | 62 | 1  | 15.0 | .404 | .403 | .857  | 1.9 | 1.4 | .5  | .0  | 5.3 |

## Vida personal
Es el hijo de Rick Barry, que pertenece al Hall of Fame. Tiene tres hermanos Scooter, Drew, Brent, los cuales también han sido jugadores de baloncesto.
Es el cuñado del golfista Billy Andrade.